# Dieter Haack

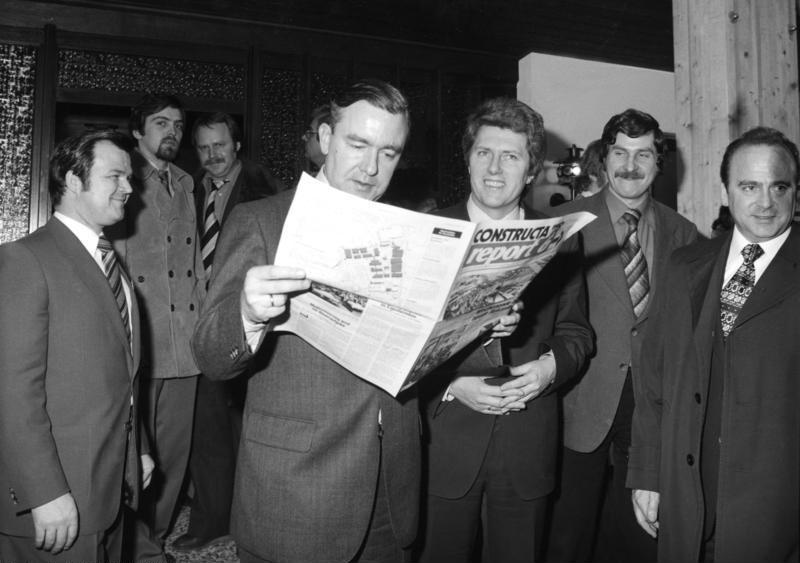
Dieter Haack auf der Baumesse Constructa 1978

Dieter Haack (* 9. Juni 1934 in Karlsruhe) ist ein ehemaliger deutscher Politiker (SPD). Er war von 1978 bis 1982 Bundesminister für Raumordnung, Bauwesen und Städtebau.

## Biografie

### Familie, Ausbildung und Beruf
Haack war der Sohn des Chemikers Albrecht Haack. Er absolvierte nach dem Abitur ab 1953 ein Studium der Rechtswissenschaft in Erlangen und Bonn, welches er 1957 mit dem ersten und 1962 dem zweiten Staatsexamen beendete. In Erlangen wurde er wie sein Vater Mitglied der Burschenschaft der Bubenreuther (heute in der Neuen Deutschen Burschenschaft). Schon 1961 erfolgte seine Promotion zum Dr. jur. mit der Arbeit Der Vertrauensausschuß im Wahlrecht der Evangelisch-Lutherischen Kirche in Bayern. Er trat dann als Regierungsassessor in den bayerischen Staatsdienst beim Landratsamt Ebersberg ein und wechselte 1963 in das Bundesministerium für Gesamtdeutsche Fragen. Hier war er bis 1969, zuletzt als Regierungsdirektor und Leiter des Ministerbüros von Herbert Wehner, tätig.
Von 1988 bis zu dessen Auflösung 1992 war Haack Präsident des Kuratoriums unteilbares Deutschland. Weiterhin war er 1990 bis 2002 Präsident der Landessynode der Evangelisch-Lutherischen Kirche in Bayern und von 1994 bis 2003  Vorsitzender des vhw, Bundesverband für Wohneigentum, Wohnungsbau und Stadtentwicklung. Er leitete das von der Burschenschaft der Bubenreuther zu Erlangen, deren Mitglied er ist, organisierte Bubenreuther Colloquium.

Von 1990 bis 1999 gehörte er für die evangelische Kirche dem Bayerischen Senat an.
Haack ist verheiratet und hat vier Kinder.

### Politik
Haack ist seit 1961 Mitglied der SPD. Von 1975 bis 1985 war er Stellvertretender Landesvorsitzender der SPD in Bayern.
Von 1964 bis 1969 war er Abgeordneter im Kreistag des Siegkreises und dort Vorsitzender der SPD-Fraktion sowie Mitglied des Gemeinderates von Stieldorf.
1969 wurde Haack als Wahlkreisabgeordneter für den Bundestagswahlkreis Erlangen in den Deutschen Bundestag gewählt, dem er bis 1990 angehörte. Hier war er 1972 und von 1982 bis 1990 Mitglied im Vorstand der SPD-Bundestagsfraktion. Nachdem Haack 1972 den Wahlkreis Erlangen nochmals gewinnen konnte, wurde er bei den nachfolgenden Wahlen jeweils über die Landesliste Bayern in den Deutschen Bundestag gewählt.
Von 1972 bis 1978 war er Parlamentarischen Staatssekretär beim Bundesminister für Raumordnung, Bauwesen und Städtebau. Anlässlich einer Kabinettsumbildung wurde Haack am 16. Februar 1978 als Bundesminister für Raumordnung, Bauwesen und Städtebau in die von Bundeskanzler Helmut Schmidt geführte Bundesregierung berufen. Nach der Wahl von Helmut Kohl zum Bundeskanzler schied er am 1. Oktober 1982 aus der Bundesregierung aus.

### Ehrungen
- 1990: Großes Bundesverdienstkreuz mit Stern
- 2004: Ehrenbürger der Stadt Erlangen